# Penyasawan
Penyasawan is een bestuurslaag in het regentschap Kampar van de provincie Riau, Indonesië. Penyasawan telt 4621 inwoners (volkstelling 2010).